# 伊計郁也
伊計 郁也（いけい ふみや、1985年9月28日 - ）は、沖縄県出身のバスケットボール選手である。身長167cm、体重67kgで、ポジションはガード。
中部工業高校ではバスケットボール男子日本代表のU-18代表候補に選出される。鹿屋体育大学卒業後の2008年、JBL2所属のレノヴァ鹿児島に入団。2009-10シーズンには1試合平均スティール2.24の成績を残し、スティール王のタイトルを獲得した。
2010年8月、bjリーグの秋田ノーザンハピネッツに、練習生として入団する。2011年2月に選手契約を結び、2月5日の高松ファイブアローズ戦に出場した。秋田での出場機会はこれが唯一であり、2月28日には契約期間満了を迎える。伊計は引退し帰郷、教師に転身した。

## 個人成績
| シーズン | チーム | GP | GS | MPG | FG% | 3P% | FT% | RPG | APG | SPG  | BPG | TO | PPG |
| -------- | ------ | -- | -- | --- | --- | --- | --- | --- | --- | ---- | --- | -- | --- |
| 2008-09  | 鹿児島 |    |    |     |     |     |     |     |     |      |     |    |     |
| 2009-10  | 鹿児島 |    |    |     |     |     |     |     |     | 2.24 |     |    |     |
| 2010-11  | 秋田   | 1  | 0  | 1.0 | 0   | 0   | -   | 0   | 0   | 0    | 0   | 0  | 0   |